# KALIBAPI
Il Kapisanan ng Paglingkod sa Bagong Pilipinas (in lingua spagnola: Organización al Servicio de las Nuevas Filipinas ed in lingua inglese: Organization in the Service of the New Philippines) è stato un partito politico fascista filippino. Simile al giapponese Taisei Yokusankai, era l'unico partito legale durante il regime di José P. Laurel. Si sciolse dopo la resa del Giappone.